# بی‌اخلاق (فیلم)
بی‌اخلاق (فرانسوی: L'immorale‎) فیلمی در ژانر کمدی به کارگردانی پیترو جرمی است که در سال ۱۹۶۷ منتشر شد. از بازیگران آن می‌توان به اوگو تونیاتسی، استفانیا ساندرلی، جیجی بالیستا، کارلو بینو و جورجو بیانکی اشاره کرد.